# Jimmy's Super League
Jimmy's Super League è un videogioco manageriale di calcio pubblicato nel 1992 per ZX Spectrum e nel 1993 per Commodore 64 dalla piccola casa produttrice Beyond Belief di Higham Ferrers. Il "Jimmy" del titolo è il gestore dell'azienda e sviluppatore del gioco, Jim Scott. È il seguito di Jimmy's Soccer Manager del 1991 e si distingue da questo in particolare per la maggiore presenza di grafica.
Per ZX Spectrum, non più tardi del gennaio 1993 uscì una seconda versione con alcune migliorie nell'interfaccia e nell'intelligenza artificiale.
Le recensioni di Jimmy's Super League sulla stampa britannica furono perlopiù negative per entrambi i computer.

## Modalità di gioco
Il gioco simula la gestione di una squadra a scelta in un imprecisato campionato con 28 squadre di club europee. I nomi delle squadre sono reali, presi tra le più importanti di vari paesi europei, ma i nomi dei calciatori sono fittizi.
Il controllo avviene solo tramite tasti di comando. La schermata principale mostra un ufficio con PC, telefono, schedario e porta, con sotto un'area per le informazioni testuali. Premendo un tasto si fa spostare un cursore tra i quattro elementi dell'ufficio, dai quali si accede alle varie funzioni, attraverso sottomenù, finestre o schermate a parte.
Il giocatore deve in particolare selezionare gli 11 calciatori da mettere in campo nella successiva partita, tra quelli attualmente ingaggiati, senza specificare le riserve. Ogni calciatore ha il suo ruolo fisso (portiere, difensore, centrocampo o attaccante) e non c'è alcuna definizione in dettaglio degli schemi di gioco.
Per ogni calciatore si ha una schermata con ritratto e molti dettagli tecnici, tra cui cinque attributi di abilità in percentuale e un'indicazione testuale del suo morale. Non c'è alcun controllo sull'allenamento, ma gli attributi possono cambiare nel tempo in base a vari fattori come l'andamento generale della squadra, gli aumenti salariali e gli infortuni.
Le poche altre funzioni comprendono trasferimenti di calciatori, prestiti della banca, visualizzazioni di statistiche. Manca tra l'altro la possibilità di salvare la partita.
Si ha un ammontare di denaro in sterline, che serve a pagare gli stipendi dei calciatori o a ingaggiarne altri, mentre si ricevono guadagni variabili dopo ogni giornata di campionato.
Quando si gioca la partita settimanale, in una finestra viene mostrata un'immagine statica di una porzione del campo, il volto animato del cronista e una linea di testo in inglese con i suoi commenti. I 90 minuti scorrono accelerati a circa uno al secondo e per ogni minuto il cronista descrive l'azione con una breve frase. Solo quando c'è un tiro in porta appare sul campo un'animazione del calciatore e del portiere che effettuano l'azione, visti di lato. Durante l'incontro il giocatore non può influire in alcun modo sugli eventi, ma può far scorrere a velocità molto più alta i minuti.